# Maharadjan av Rawhajpoutalah
Maharadjan av Rawhajpoutalah är en karaktär som förekommer i Tintinalbumen Faraos cigarrer och Blå lotus.
I Faraos cigarrer räddar han Tintin under sin tigerjakt. Han berättar senare att han är starkt emot narkotikahandeln som pågår i Rawhajpoutalah, och att både hans far och hans bror var det, och det blev båda stuckna med radjaidjah, och därmed galna. Senare blir maharadjans son bortrövad av Rastapopoulos och en fakir, och Tintin räddar sonen.
I Blå lotus bjuder maharadjan Tintin på en föreställning med Fakiren Cipacalouvishni. Därefter återkommer han bara en gång då han hör på radion om sprängningen av spåret mellan Shanghai och Nanking.